# Torres 2024-2025
Questa voce raccoglie le informazioni riguardanti la Torres nelle competizioni ufficiali della stagione 2024-2025.

## Divise e sponsor
Per il quarto anno consecutivo le divise sono state autoprodotte dalla società sassarese con il private label dell'azienda Abinsula, proprietaria del club, FootureLab, mentre il materiale di rappresentanza e di allenamento che è a marchio Adidas e acquistato tramite fornitore terzo.
La maglia casalinga è una leggera evoluzione del modello della stagione precedente: Viene confermata la maglia a "a mezzi" con maniche del medesimo colore della parte adiacente del torso, il girocollo rimane bianco mentre i bordi della manica sono bianchi, di colore alternato a quello della tonalità principale della stessa.La maglia presenta una striscia dorata su entrambi i fianchi. Come lo scorso anno i pantaloncini sono bicolore rossoblu, spezzati nel mezzo in continuazione con la trama della maglia. I calzettoni sono interamente blu, gli unici della collezione con il logo societario raffigurato.
La maglia da trasferta anch'essa è un'evoluzione del modello precedente, anch'essa bianca ma questa volta con bande rossoblu su entrambi i fianchi. Le maniche sono rossoblu a simmetria alternata, che prosegue la colorazione delle spalle, rossa a sinistra, blu a destra. I pantaloncini sono bianchi con una banda laterale rossoblu e i calzettoni interamente bianchi.
| Casa | Trasferta |  | Terza |  |

## Organigramma societario
Organigramma aggiornato al 1º settembre 2024.
Proprietà
- Presidente: Stefano Udassi
- Dirigenti: Alessandro Gadau, Fabio Masia, Antonio Planetta, Paolo Scardaccio, Vindice Silvetti, Marco Stocchino

Staff tecnico
- Allenatore: Alfonso Greco
- Vice allenatore: Fabio Tocci
- Collaboratore tecnico: Alessandro Frau, Tore Pinna
- Match analyst: Piervincenzo Mureddu
- Preparatore atletico: Gabriele Proietti
- Preparatore dei portieri: Francesco Senatore
- Team manager: Lello Mela
- Direttore sportivo: Andrea Colombino

Staff medico
- Dottori: Laura Cannas, Pinuccio Carzedda, Giorgio Chiarelli, Ugo D'Alessandro, Mario Dettori, Giuseppe Fais, Andrea Manconi, Antonello Pinna, Stefano Piras, Davide Polisino, Vittorio Urigo

Staff comunicazione
- Ufficio stampa: Giovanni Dessole, Francesco Salis
- Social media: Laura Piras
- Fotografo: Alessandro Sanna

## Rosa
Rosa e numerazione aggiornati al 13 Febbraio 2025.
| N. |                           | Ruolo | Calciatore              |
| -- | ------------------------- | ----- | ----------------------- |
| 1  | Italia (bandiera)         | P     | Danilo Petriccione      |
| 3  | Italia (bandiera)         | D     | Mario Mercadante        |
| 4  | Italia (bandiera)         | C     | Michael Brentan         |
| 5  | Italia (bandiera)         | D     | Paolo Dametto           |
| 7  | Italia (bandiera)         | D     | Matteo Liviero          |
| 8  | Italia (bandiera)         | C     | Alessandro Masala       |
| 9  | Italia (bandiera)         | A     | Luigi Scotto (capitano) |
| 10 | Italia (bandiera)         | C     | Giuseppe Mastinu        |
| 11 | Costa d'Avorio (bandiera) | A     | Adama Diakite           |
| 12 | Italia (bandiera)         | P     | Andrea Zaccagno         |
| 14 | Italia (bandiera)         | D     | Riccardo Idda           |
| 17 | Italia (bandiera)         | C     | Luca Zamparo            |

| N. |                         | Ruolo | Calciatore              |
| -- | ----------------------- | ----- | ----------------------- |
| 18 | Italia (bandiera)       | C     | Riccardo Casini         |
| 19 | Burkina Faso (bandiera) | D     | Abdoul Guiebre          |
| 20 | Italia (bandiera)       | A     | Manuel Fischnaller      |
| 22 | Italia (bandiera)       | P     | Cristian Petricciuolo   |
| 23 | Italia (bandiera)       | D     | Nicolò Antonelli        |
| 24 | Italia (bandiera)       | C     | Daniele Giorico         |
| 27 | Italia (bandiera)       | C     | Eyob Zambataro          |
| 30 | Italia (bandiera)       | D     | Cristian Fabriani       |
| 32 | San Marino (bandiera)   | A     | Nicola Nanni            |
| 70 | Portogallo (bandiera)   | A     | Muhamed Varela Djamanca |
| 77 | Italia (bandiera)       | C     | Giacomo Zecca           |
| 80 | Italia (bandiera)       | C     | Michele Carboni         |

## Calciomercato

### Sessione estiva(dall'1/7 all'1/9)
| Acquisti         | Acquisti                | Acquisti             | Acquisti      |
| R.               | Nome                    | da                   | Modalità      |
| ---------------- | ----------------------- | -------------------- | ------------- |
| C                | Michael Brentan         | AlbinoLeffe          | definitivo    |
| P                | Michele Marano          | Budoni               | definitivo    |
| C                | Riccardo Casini         | Arzignano Valchiampo | definitivo    |
| D                | Luca Coccolo            | Cesena               | definitivo    |
| D                | Mario Mercadante        | Gubbio               | definitivo    |
| A                | Muhamed Varela Djamanca | Reggiana             | prestito      |
| D                | Abdoul Guiebre          | Modena               | prestito      |
| A                | Nicola Nanni            | svincolato           | definitivo    |
| Cessioni         |                         |                      |               |
| R.               | Nome                    | a                    | Modalità      |
| D                | Riccardo Pinna          | Latte Dolce          | prestito      |
| D                | Giacomo Siniega         | Empoli               | fine prestito |
| A                | Francesco Ruocco        | Mantova              | definitivo    |
| C                | Filippo Lora            | Vado                 | definitivo    |
| C                | Francesco Nunziatini    | Sestri Levante       | prestito      |
| C                | Kalifa Kujabi           | Frosinone            | fine prestito |
| A                | Mohamed Ayman Sanat     | Mestre               | prestito      |
| D                | Giuseppe Verduci        | Arzignano Valchiampo | definitivo    |
| C                | Andrea Pelamatti        | Caldiero             | definitivo    |
| D                | Aleandro Rosi           |                      | svincolato    |
| P                | Michele Marano          | Latte Dolce          | prestito      |
| Altre operazioni |                         |                      |               |
| R.               | Nome                    | a                    | Modalità      |
| P                | Pierpaolo Garau         |                      | ritirato      |

## Risultati

### Serie C

#### Girone di andata
| Arbitro: | Gandino (Alessandria) |

|                                            |           |  |
| Antonelli 44’ Fischnaller 55’ Masala 90+1’ | Marcatori |  |

| Arbitro: | Vogliacco (Bari) |

|                           |           |                         |
| Ferraris 78’ Cangiano 89’ | Marcatori | 32’ Scotto 90+5’ Masala |

| Sassari 18 settembre 2024, ore 20:45 CEST 3ª giornata | Torres            | 0 – 0 referto | Milan Futuro | Stadio Vanni Sanna (5 089 spett.)\| Arbitro: \| Zago (Conegliano) \| |
| Arbitro:                                              | Zago (Conegliano) |               |              |                                                                      |

| Arbitro: | Rinaldi (Bassano del Grappa) |

|  |           |            |
|  | Marcatori | 59’ Scotto |

| Arbitro: | Di Mario (Ciampino) |

|                 |           |                |
| Fischnaller 53’ | Marcatori | 31’ Bruzzaniti |

| Arbitro: | Restaldo (Ivrea) |

|               |           |                           |
| Valentini 57’ | Marcatori | 30’ Nanni 89’ Fischnaller |

| Arbitro: | Andreano (Prato) |

|                |           |                                |
| Corsinelli 49’ | Marcatori | 10’ Fischnaller 67’ Mercadante |

| Arbitro: | Castellone (Napoli) |

|  |           |                     |
|  | Marcatori | 10’, 45+1’ Ogunseye |

| Arbitro: | Dini (Città di Castello) |

|                              |           |                              |
| Ianesi 23’ Corona 50’ (rig.) | Marcatori | 48’, 73’ Diakite 51’ Mastinu |

| Arbitro: | Calzavara (Varese) |

|               |           |                    |
| Zambataro 75’ | Marcatori | 83’ (aut.) Dametto |

| Arbitro: | Ancora (Roma) |

|                            |           |                                  |
| Martic 5’ Svidercoschi 49’ | Marcatori | 36’, 87’ Guiebre 69’ Fischnaller |

| Arbitro: | Pezzopane (L'Aquila) |

|                      |           |                 |
| Fischnaller 25’, 77’ | Marcatori | 66’ (rig.) Lisi |

| Arbitro: | Sfira (Pordenone) |

|                                     |           |  |
| Dametto 9’ Diakite 73’ Scotto 90+3’ | Marcatori |  |

| Arbitro: | Iacobellis (Pisa) |

|            |           |             |
| Parigi 90’ | Marcatori | 25’ Diakite |

| Arbitro: | Allegretta (Molfetta) |

|  |           |             |
|  | Marcatori | 89’ Santini |

| Arbitro: | Mucera (Palermo) |

|            |           |  |
| Büchel 80’ | Marcatori |  |

| Arbitro: | Di Francesco (Ostia Lido) |

|                     |           |                 |
| Varela Djamanca 70’ | Marcatori | 14’, 24’ Silipo |

| Arbitro: | Luongo (Napoli) |

|                 |           |                       |
| Saporetti 45+2’ | Marcatori | 19’ Guiebre 21’ Zecca |

| Sassari 15 dicembre 2024, ore 15:00 CET 19ª giornata | Torres                | 0 – 0 referto | Lucchese | Stadio Vanni Sanna (2 867 spett.)\| Arbitro: \| Gasperotti (Rovereto) \| |
| Arbitro:                                             | Gasperotti (Rovereto) |               |          |                                                                          |

#### Girone di ritorno
| Arbitro: | Manedo (Prato) |

|             |           |                                          |
| Coppola 22’ | Marcatori | 69’, 78’ Fischnaller 73’ Varela Djamanca |

| Arbitro: | Calzavara (Varese) |

|                     |           |  |
| Varela Djamanca 40’ | Marcatori |  |

| Arbitro: | Vingo (Pisa) |

|              |           |                                                                        |
| Magrassi 86’ | Marcatori | 7’ Fischnaller 8’ Varela Djamanca 15’ Brentan 32’ Mastinu 90+3’ Casini |

| Arbitro: | Sfira (Pordenone) |

|                         |           |             |
| Mastinu 60’ Diakite 70’ | Marcatori | 3’ Di Nardo |

| Pineto 25 gennaio 2025, ore 15:00 CET 24ª giornata | Pineto          | 0 – 0 referto | Torres | Stadio Pavone-Mariani\| Arbitro: \| Marotta (Sapri) \| |
| Arbitro:                                           | Marotta (Sapri) |               |        |                                                        |

| Arbitro: | Iacobellis (Pisa) |

|                                      |           |             |
| Fischnaller 29’ Diakite 45+7’ (rig.) | Marcatori | 84’ Durmush |

| Sassari 9 febbraio 2025, ore 15:00 CET 26ª giornata | Torres        | 0 – 0 referto | Gubbio | Stadio Vanni Sanna (3 637 spett.)\| Arbitro: \| Poli (Verona) \| |
| Arbitro:                                            | Poli (Verona) |               |        |                                                                  |

| Arbitro: | Restaldo (Ivrea) |

|  |           |               |
|  | Marcatori | 45+1’ Guiebre |

| Arbitro: | Gavini (Aprilia) |

|             |           |  |
| Carboni 43’ | Marcatori |  |

| Arbitro: | Grasso (Ariano Irpino) |

|                                 |           |          |
| Curcio 15’ Aloi 37’ Capuano 55’ | Marcatori | 2’ Zecca |

| Sassari 8 marzo 2025, ore 15:00 CET 30ª giornata | Torres           | 0 – 0 referto | Legnago | Stadio Vanni Sanna (3 230 spett.)\| Arbitro: \| Pacella (Roma 2) \| |
| Arbitro:                                         | Pacella (Roma 2) |               |         |                                                                     |

| Arbitro: | Drigo (Portogruaro) |

|                    |           |  |
| Dametto 28’ (aut.) | Marcatori |  |

| Arbitro: | Vergaro (Bari) |

|                         |           |                |
| Mignani 2’ Da Pozzo 70’ | Marcatori | 4’ Fischnaller |

| Sassari 22 marzo 2025, ore 15:00 CET 33ª giornata                   | Torres    | 2 – 0 referto | Rimini | Stadio Vanni Sanna |
| \| \| \| \| \| Megelaitis 50’ (aut.) Diakitè 52’ \| Marcatori \| \| |           |               |        |                    |
|                                                                     |           |               |        |                    |
| Megelaitis 50’ (aut.) Diakitè 52’                                   | Marcatori |               |        |                    |

| Chiavari 31 marzo 2025, ore 20:30 CEST 34ª giornata         | Virtus Entella | 1 – 1 referto | Torres | Stadio comunale |
| \| \| \| \| \| Tiritello 42’ \| Marcatori \| 28’ Mastinu \| |                |               |        |                 |
|                                                             |                |               |        |                 |
| Tiritello 42’                                               | Marcatori      | 28’ Mastinu   |        |                 |

| Sassari 6 aprile 2025, ore 12:30 CEST 35ª giornata | Torres | 0 – 0 referto | SPAL | Stadio Vanni Sanna |

| Ascoli Piceno 13 aprile 2025, ore 15:00 CEST 36ª giornata         | Ascoli    | 1 – 2 referto         | Torres | Stadio Cino e Lillo Del Duca |
| \| \| \| \| \| Forte 58’ \| Marcatori \| 51’ Zecca 90+5’ Nanni \| |           |                       |        |                              |
|                                                                   |           |                       |        |                              |
| Forte 58’                                                         | Marcatori | 51’ Zecca 90+5’ Nanni |        |                              |

| Sassari 21 aprile 2025, ore 15:00 CEST 37ª giornata | Torres    | – referto | Carpi | Stadio Vanni Sanna |
| \| \| \| \| \| \| Marcatori \| \|                   |           |           |       |                    |
|                                                     |           |           |       |                    |
| Gol                                                 | Marcatori | Gol       |       |                    |

| Lucca 27 aprile 2025, ore 16:30 CEST 38ª giornata | Lucchese  | – referto | Torres | Stadio Porta Elisa |
| \| \| \| \| \| \| Marcatori \| \|                 |           |           |        |                    |
|                                                   |           |           |        |                    |
| Gol                                               | Marcatori | Gol       |        |                    |

### Coppa Italia

#### Turni eliminatori
| Arbitro: | Zanotti (Rimini) |

|             |           |                        |
| Goglino 74’ | Marcatori | 16’ Trimboli 23’ Fiori |

### Coppa Italia Serie C

#### Turni eliminatori
| Arbitro: | De Angeli (Milano) |

|                                     |           |           |
| Mastinu 14’ Zecca 83’ Antonelli 87’ | Marcatori | 37’ Longo |

#### Fase finale
| Arbitro: | Maccarini (Arezzo) |

|  |           |         |
|  | Marcatori | 54’ Sia |

### Statistiche di squadra
Statistiche aggiornate al 16 marzo 2025
| Competizione         | Punti | In casa | In casa | In casa | In casa | In casa | In casa | In trasferta | In trasferta | In trasferta | In trasferta | In trasferta | In trasferta | Totale | Totale | Totale | Totale | Totale | Totale | D.R. |  |
| Competizione         | Punti | G       | V       | N       | P       | Gf      | Gs      | G            | V            | N            | P            | Gf           | Gs           | G      | V      | N      | P      | Gf     | Gs     | D.R. |  |
| -------------------- | ----- | ------- | ------- | ------- | ------- | ------- | ------- | ------------ | ------------ | ------------ | ------------ | ------------ | ------------ | ------ | ------ | ------ | ------ | ------ | ------ | ---- |  |
| Serie C              | 57    | 16      | 7       | 6       | 3       | 17      | 10      | 16           | 9            | 3            | 4            | 27           | 19           | 32     | 16     | 9      | 7      | 44     | 29     | +15  |  |
| Coppa Italia         | -     | 1       | 0       | 0       | 1       | 1       | 2       | 0            | 0            | 0            | 0            | 0            | 0            | 1      | 0      | 0      | 1      | 1      | 2      | -1   |  |
| Coppa Italia Serie C | -     | 2       | 1       | 0       | 1       | 3       | 2       | 0            | 0            | 0            | 0            | 0            | 0            | 2      | 1      | 0      | 1      | 3      | 2      | +1   |  |
| Totale               | -     | 19      | 8       | 6       | 5       | 21      | 14      | 16           | 9            | 3            | 4            | 27           | 19           | 35     | 17     | 9      | 9      | 48     | 33     | +15  |  |

### Andamento in campionato
| Giornata  | 1 | 2 | 3 | 4 | 5 | 6 | 7 | 8 | 9 | 10 | 11 | 12 | 13 | 14 | 15 | 16 | 17 | 18 | 19 | 20 | 21 | 22 | 23 | 24 | 25 | 26 | 27 | 28 | 29 | 30 | 31 | 32 | 33 | 34 | 35 | 36 | 37 | 38 |
| --------- | - | - | - | - | - | - | - | - | - | -- | -- | -- | -- | -- | -- | -- | -- | -- | -- | -- | -- | -- | -- | -- | -- | -- | -- | -- | -- | -- | -- | -- | -- | -- | -- | -- | -- | -- |
| Luogo     | C | T | C | T | C | T | T | C | T | C  | T  | C  | C  | T  | C  | T  | C  | T  | C  | T  | C  | T  | C  | T  | C  | C  | T  | C  | T  | C  | T  | T  | C  | T  | C  | T  | C  | T  |
| Risultato | V | N | N | V | N | V | V | P | V | N  | V  | V  | V  | N  | P  | P  | P  | V  | N  | V  | V  | V  | V  | N  | V  | N  | V  | V  | P  | N  | P  | P  |    |    |    |    |    |    |
| Posizione | 1 | 5 | 5 | 4 | 4 | 2 | 2 | 4 | 4 | 4  | 3  | 2  | 2  | 2  | 3  | 4  | 5  | 5  | 4  | 4  | 3  | 3  | 3  | 3  | 3  | 3  | 3  | 3  | 3  | 3  | 3  | 4  |    |    |    |    |    |    |

Fonte:  Serie C - Girone B – Classifica giornata, su transfermarkt.it.
Legenda:

Luogo: C = Casa; T = Trasferta. Risultato: V = Vittoria; N = Pareggio; P = Sconfitta.

### Statistiche dei giocatori
| Giocatore          | Serie C  | Serie C | Serie C     | Serie C    | Coppa Italia Serie C | Coppa Italia Serie C | Coppa Italia Serie C | Coppa Italia Serie C | Totale   | Totale | Totale      | Totale     |
| Giocatore          | Presenze | Reti    | Ammonizioni | Espulsioni | Presenze             | Reti                 | Ammonizioni          | Espulsioni           | Presenze | Reti   | Ammonizioni | Espulsioni |
| ------------------ | -------- | ------- | ----------- | ---------- | -------------------- | -------------------- | -------------------- | -------------------- | -------- | ------ | ----------- | ---------- |
| N. Antonelli       | 0        | 0       | 0           | 0          | 0                    | 0                    | 0                    | 0                    | 0        | 0      | 0           | 0          |
| M. Brentan         | 0        | 0       | 0           | 0          | 0                    | 0                    | 0                    | 0                    | 0        | 0      | 0           | 0          |
| P. Dametto         | 0        | 0       | 0           | 0          | 0                    | 0                    | 0                    | 0                    | 0        | 0      | 0           | 0          |
| A. Diakite         | 0        | 0       | 0           | 0          | 0                    | 0                    | 0                    | 0                    | 0        | 0      | 0           | 0          |
| C. Fabriani        | 0        | 0       | 0           | 0          | 0                    | 0                    | 0                    | 0                    | 0        | 0      | 0           | 0          |
| M. Fischnaller     | 0        | 0       | 0           | 0          | 0                    | 0                    | 0                    | 0                    | 0        | 0      | 0           | 0          |
| C. Petricciuolo    | 0        | 0       | 0           | 0          | 0                    | 0                    | 0                    | 0                    | 0        | 0      | 0           | 0          |
| D. Giorico         | 0        | 0       | 0           | 0          | 0                    | 0                    | 0                    | 0                    | 0        | 0      | 0           | 0          |
| P. Goglino         | 0        | 0       | 0           | 0          | 0                    | 0                    | 0                    | 0                    | 0        | 0      | 0           | 0          |
| R. Idda            | 0        | 0       | 0           | 0          | 0                    | 0                    | 0                    | 0                    | 0        | 0      | 0           | 0          |
| R. Casini          | 0        | 0       | 0           | 0          | 0                    | 0                    | 0                    | 0                    | 0        | 0      | 0           | 0          |
| M. Liviero         | 0        | 0       | 0           | 0          | 0                    | 0                    | 0                    | 0                    | 0        | 0      | 0           | 0          |
| M. Varela Djamanca | 0        | 0       | 0           | 0          | 0                    | 0                    | 0                    | 0                    | 0        | 0      | 0           | 0          |
| M. Mercadante      | 0        | 0       | 0           | 0          | 0                    | 0                    | 0                    | 0                    | 0        | 0      | 0           | 0          |
| A. Masala          | 0        | 0       | 0           | 0          | 0                    | 0                    | 0                    | 0                    | 0        | 0      | 0           | 0          |
| G. Mastinu         | 0        | 0       | 0           | 0          | 0                    | 0                    | 0                    | 0                    | 0        | 0      | 0           | 0          |
| N. Nanni           | 0        | 0       | 0           | 0          | 0                    | 0                    | 0                    | 0                    | 0        | 0      | 0           | 0          |
| A. Guiebre         | 0        | 0       | 0           | 0          | 0                    | 0                    | 0                    | 0                    | 0        | 0      | 0           | 0          |
| D. Petriccione     | 0        | 0       |             | 0          | 0                    | 0                    | 0                    | 0                    | 0        | 0      | 0           | 0          |
| L. Coccolo         | 0        | 0       | 0           | 0          | 0                    | 0                    | 0                    | 0                    | 0        | 0      | 0           | 0          |
| L. Scotto          | 0        | 0       | 0           | 0          | 0                    | 0                    | 0                    | 0                    | 0        | 0      | 0           | 0          |
| E. Zambataro       | 0        | 0       | 0           | 0          | 0                    | 0                    | 0                    | 0                    | 0        | 0      | 0           | 0          |
| A. Zaccagno        | 0        | 0       | 0           | 0          | 0                    | 0                    | 0                    | 0                    | 0        | 0      | 0           | 0          |
| G. Zecca           | 0        | 0       | 0           | 0          | 0                    | 0                    | 0                    | 0                    | 0        | 0      | 0           | 0          |